# R Cancri
R Cancri är en förmörkelsevariabel av Mira Ceti-typ  i stjärnbilden Kräftan. Stjärnan var den första i Kräftans stjärnbild som fick en variabelbeteckning.
Stjärnan varierar mellan magnitud +6,07 och 11,9 med en period av 357 dygn.

## Fotnoter
1. ↑  Variabelstjärnornas beteckningar börjar med bokstäverna R-Z, därefter A-Q , följt av RR-ZZ och AA-QQ, varefter de börjar betecknas med bokstaven V och ett ordningsnummer, från och med V335.